# Krk (hudba)

Kytarový krk

Krk je součást strunných hudebních nástrojů sloužící jako podpora strun. Vyskytuje se zejména u nástrojů u nichž se změn výšky tónů při hře dosahuje zkracováním jejich znějící části pomocí prstů, a to zpravidla levé ruky. Krk odlišné stavby má harfa.
K nejběžnějším nástrojům jejichž součástí je i krk patří smyčcové nástroje, dále kytara, banjo, loutna a další. Nejkratší krk mají housle, nejdelší kontrabas.
Krk má zpravidla plochou nebo mírně vyklenutou svrchní stranu opatřenou tzv. hmatníkem nad nímž jsou napjaty struny přes tzv. ořech. U některých nástrojů je navíc hmatník osazen tzv. pražci které určují výšku tónů. Nejběžnějším z těchto nástrojů je kytara u níž krk může také sloužit pro upevnění tzv. kapodastru, pomůcky která krk obepne, přitiskne tak k němu všechny struny najednou a změní tím ladění nástroje. - Spodní strana krku je vždy zaoblená pro snadné uchopení mezi palec a ostatní prsty. Na jednom konci je krk upevněn k tělu nástroje - přisedá k svrchní desce a lubům, na opačném konci jsou zachyceny struny napnuté přes vystouplý pražec pomocí napínacího mechanismu jehož stavba a velikost se liší podle jednotlivých nástrojů.
Výjimečnou konstrukci má krk pětistrunného banja - nejnižší struna je výrazně kratší nežli ostatní a její napínací strojek je umístěn po straně krku. Mezi kuriozity patří také některé druhy elektrické kytary které mají krky dva; to umožňuje např. hrát střídavě na libovolném z nich a snadno tak měnit zvukové efekty. U elektrických kytar a baskytar bývá krk zevnitř zpevněn kovovou výztužnou tyčí, kterou lze dotahovat nebo povolovat podle síly použitých strun.
Krk u harfy je dutý a má tvar ležatého S; jeho základní funkcí je podpora strun, jež jsou k němu upevněny a napnuty. Je dále osazen otáčivými terčíky, propojenými táhlovým mechanismem s pedály a sloužícími k přeladění strun.